# Championnat de France féminin de football 2012-2013
Navigation
Édition précédente Édition suivante
La Division 1 2012-2013  est la 39e édition du championnat de France féminin de football. Le premier niveau du championnat féminin oppose douze clubs français en une série de vingt-deux rencontres jouées durant la saison de football. La compétition débute le dimanche 9 septembre 2012 et s'achève le dimanche 26 mai 2013.
Les deux premières places du championnat sont qualificatives pour la Ligue des champions féminine de l'UEFA alors que les trois dernières places sont synonymes de relégation en Division 2. 
Lors de l'exercice précédent, le Toulouse FC, le FF Issy et l'Arras FCF ont gagné le droit d'évoluer dans cette compétition après avoir fini premiers de leurs groupes respectifs de seconde division.
L'Olympique lyonnais et le FCF Juvisy, respectivement champion et vice-champion en 2012, sont quant à eux, les représentants français en Ligue des champions féminine de l'UEFA 2012-2013.
À l'issue de la saison, l'Olympique lyonnais décroche son onzième titre de champion de France, le septième d'affilée, au terme d'une saison sans suspense, puisque le club remporte 22 matchs sur 22 sans laisser le moindre espoir à ses concurrents. Dans le bas du classement, le Toulouse FC, le FF Issy et le FC Vendenheim sont relégués après respectivement une saison, pour les deux premiers, et deux saisons pour le club alsacien, au plus haut niveau.
| \| Olympique lyonnais Paris Saint-Germain Montpellier HSC FCF Juvisy AS Saint-Étienne Rodez AF Arras FCF EA Guingamp FF Yzeure FC Vendenheim FF Issy Toulouse FC \| Localisation des clubs engagés dans le championnat. |
| Olympique lyonnais Paris Saint-Germain Montpellier HSC FCF Juvisy AS Saint-Étienne Rodez AF Arras FCF EA Guingamp FF Yzeure FC Vendenheim FF Issy Toulouse FC                                                           |

## Participants
Ce tableau présente les douze équipes qualifiées pour disputer le championnat 2012-2013. On y trouve le nom des clubs, le nom des entraîneurs et leur nationalité, la date de création du club, l'année de la dernière montée au sein de l'élite, leur classement de la saison précédente, le nom des stades ainsi que la capacité de ces derniers.
Légende des couleurs
- Qualifié pour la phase finale de la Ligue des champions 2012-2013.
- Promu de Division 2.

| Nom du club        | Entraîneur            | DC   | DM   | Cls 2012 | Stade                      | Capacité | Nb T. |
| ------------------ | --------------------- | ---- | ---- | -------- | -------------------------- | -------- | ----- |
| Olympique lyonnais | Patrice Lair          | 1970 | 1978 | 1        | Plaine des Jeux de Gerland | 2 200    | 10    |
| FCF Juvisy         | Sandrine Mathivet     | 1971 | 1986 | 2        | Stade Georges-Maquin       | 2 000    | 6     |
| Montpellier HSC    | Sarah M'Barek         | -    | 1997 | 3        | Stade Jules Rimet          | 500      | 2     |
| Paris SG           | Farid Benstiti        | 1971 | 2001 | 4        | Stade Charléty             | 20 000   | /     |
| AS Saint-Étienne   | Hervé Didier          | 1977 | 2007 | 5        | Stade Léon-Nautin          | 1 500    | /     |
| EA Guingamp        | Olivier Moullac       | 1973 | 2006 | 6        | Stade Fred-Aubert          | 13 500   | 1     |
| FC Vendenheim      | Dominique Steinberger | 1974 | 2011 | 7        | Stade Waldeck              | -        | /     |
| Rodez AF           | Élodie Woock          | 1993 | 2010 | 8        | Stade de Vabre             | 400      | /     |
| FF Yzeure          | Patrice Degironde     | 1999 | 2008 | 9        | Stade de Bellevue          | 2 164    | /     |
| Toulouse FC        | Soraya Belkadi        | 1980 | 2012 | D2       | Stade de la Ramée          | 3 000    | 4     |
| Arras FCF          | René Devienne         | 2001 | 2012 | D2       | Stade Degouve-Brabant      | 1 500    | /     |
| FF Issy            | Nicolas Gonfalone     | 1997 | 2012 | D2       | Stade Gabriel-Voisin       | -        | /     |

## Compétition

### Classement
Le classement est calculé avec le barème de points suivant : une victoire vaut quatre points, le match nul deux et la défaite un.
Les critères utilisés pour départager en cas d'égalité au classement sont les suivants :
1. classement aux points des matchs joués entre les clubs ex æquo ;
2. différence entre les buts marqués et les buts concédés par chacun d’eux au cours des matchs qui les ont opposés ;
3. différence entre les buts marqués et les buts concédés sur la totalité des matchs joués dans le championnat ;
4. plus grand nombre de buts marqués sur la totalité des matchs joués dans le championnat ;
5. en cas de nouvelle égalité, une rencontre supplémentaire aura lieu sur terrain neutre avec, éventuellement, l’épreuve des tirs au but.

| Rang | Équipe                  | Pts | J  | G  | N | P  | Bp  | Bc | Diff |
| ---- | ----------------------- | --- | -- | -- | - | -- | --- | -- | ---- |
| 1    | Olympique lyonnais T'C' | 88  | 22 | 22 | 0 | 0  | 132 | 5  | +127 |
| 2    | Paris SG                | 78  | 22 | 18 | 2 | 2  | 75  | 10 | +65  |
| 3    | FCF Juvisy              | 71  | 22 | 16 | 1 | 5  | 65  | 16 | +49  |
| 4    | Montpellier HSC         | 67  | 22 | 14 | 3 | 5  | 65  | 23 | +42  |
| 5    | FF Yzeure               | 53  | 22 | 9  | 4 | 9  | 34  | 44 | -10  |
| 6    | AS Saint-Étienne        | 52  | 22 | 8  | 6 | 8  | 27  | 35 | -8   |
| 7    | EA Guingamp             | 52  | 22 | 9  | 3 | 10 | 35  | 43 | -8   |
| 8    | Rodez AF                | 46  | 22 | 7  | 3 | 12 | 24  | 49 | -25  |
| 9    | Arras FCF P             | 39  | 22 | 4  | 5 | 13 | 23  | 76 | -53  |
| 10   | FC Vendenheim           | 35  | 22 | 3  | 4 | 15 | 14  | 74 | -60  |
| 11   | FF Issy P               | 31  | 22 | 2  | 3 | 17 | 19  | 74 | -55  |
| 12   | Toulouse FC P           | 29  | 22 | 1  | 4 | 17 | 17  | 81 | -64  |

| Légende : | Légende : |
| --------- | --- |
|           | Qualifié pour la Ligue des champions 2013-2014 (Seizièmes de finale). |
|           | Relégué en Division 2. |
|           | T Tenant du titre. P Promu de Division 2. C Vainqueur de la Coupe de France 2012-2013. Pts points ; G victoires ; N match nuls ; P défaites Bp buts marqués ; Bc buts encaissés ; Diff différence de buts |

### Résultats
| Résultats (▼dom., ►ext.)                                   | Arr  | Gui | Iss | Juv | Lyo  | Mon | Par | Rod | Sai | Tou | Ven  | Yze |
| Arras FCF                                                  |      | 1-1 | 2-1 | 3-4 | 0-6  | 0-3 | 1-4 | 0-2 | 0-2 | 2-2 | 2-0  | 4-1 |
| EA Guingamp                                                | 7-0  |     | 4-2 | 0-2 | 1-5  | 1-6 | 1-1 | 2-0 | 0-1 | 3-0 | 1-0  | 2-0 |
| FF Issy                                                    | 1-1  | 0-2 |     | 0-4 | 0-8  | 1-3 | 0-2 | 0-1 | 0-2 | 4-2 | 1-4  | 2-2 |
| FCF Juvisy                                                 | 6-0  | 3-1 | 9-1 |     | 0-4  | 2-0 | 0-2 | 0-0 | 4-0 | 6-0 | 4-0  | 3-0 |
| Olympique lyonnais                                         | 13-1 | 3-0 | 9-0 | 2-0 |      | 6-2 | 3-0 | 8-0 | 5-0 | 7-0 | 13-0 | 3-0 |
| Montpellier HSC                                            | 7-0  | 1-1 | 8-0 | 0-1 | 0-4  |     | 1-1 | 7-0 | 1-1 | 2-1 | 6-0  | 1-0 |
| Paris SG                                                   | 6-0  | 5-0 | 2-0 | 2-1 | 0-1  | 3-1 |     | 5-0 | 4-1 | 3-0 | 11-0 | 3-0 |
| Rodez AF                                                   | 5-1  | 4-0 | 1-0 | 0-3 | 0-3  | 0-2 | 0-4 |     | 1-1 | 4-1 | 0-2  | 2-4 |
| AS Saint-Étienne                                           | 1-1  | 4-0 | 2-0 | 0-5 | 0-3  | 0-2 | 0-5 | 2-0 |     | 5-1 | 3-0  | 2-2 |
| Toulouse FC                                                | 0-2  | 1-2 | 3-4 | 0-5 | 1-11 | 0-5 | 0-6 | 1-1 | 1-0 |     | 0-0  | 1-5 |
| FC Vendenheim                                              | 2-2  | 1-4 | 2-1 | 0-3 | 0-7  | 1-4 | 0-3 | 0-1 | 0-0 | 1-1 |      | 1-4 |
| FF Yzeure                                                  | 2-0  | 3-2 | 1-1 | 1-0 | 0-8  | 0-3 | 0-3 | 3-2 | 0-0 | 3-1 | 3-0  |     |
| - Victoire à domicile - Match nul - Victoire à l'extérieur |      |     |     |     |      |     |     |     |     |     |      |     |

## Bilan de la saison
| Championnat de France féminin de football 2012-2013 |                               |
| Champion                                            | Olympique lyonnais (7e titre) |
| Dauphin                                             | Paris SG                      |
| Coupes et trophées                                  |                               |
| Vainqueur Coupe de France 2012-2013                 | Olympique lyonnais            |
| Qualifications continentales                        |                               |
| Ligue des champions 2013-2014                       | Olympique lyonnais            |
| Ligue des champions 2013-2014                       | Paris SG                      |
| Promotions et relégations                           |                               |
| Promus en Division 1                                | FCF Hénin-Beaumont            |
| Promus en Division 1                                | ASJ Soyaux                    |
| Promus en Division 1                                | AS Muretaine                  |
| Relégués en Division 2                              | Toulouse FC                   |
| Relégués en Division 2                              | FF Issy                       |
| Relégués en Division 2                              | FC Vendenheim                 |

## Statistiques

### Évolution du classement
Leader du championnat
Évolution du classement
- Qualifié pour la phase finale de la Ligue des champions.
- Relégué en Division 2.

| Club               | 1  | 2  | 3  | 4  | 5  | 6  | 7  | 8  | 9  | 10 | 11 | 12 | 13 | 14 | 15 | 16 | 17 | 18 | 19 | 20 | 21 | 22 |
| ------------------ | -- | -- | -- | -- | -- | -- | -- | -- | -- | -- | -- | -- | -- | -- | -- | -- | -- | -- | -- | -- | -- | -- |
| Olympique lyonnais | 1  | 1  | 1  | 1  | 1  | 1  | 1  | 1  | 1  | 1  | 1  | 1  | 1  | 1  | 1  | 1  | 1  | 1  | 1  | 1  | 1  | 1  |
| FCF Juvisy         | 2  | 2  | 2  | 5  | 6  | 4  | 4  | 4  | 4  | 3  | 4  | 4  | 3  | 3  | 4  | 4  | 4  | 3  | 3  | 3  | 3  | 3  |
| Montpellier HSC    | 4  | 3  | 3  | 2  | 2  | 2  | 2  | 3  | 2  | 4  | 3  | 3  | 4  | 4  | 3  | 3  | 3  | 4  | 4  | 4  | 4  | 4  |
| Paris SG           | 6  | 5  | 6  | 4  | 3  | 3  | 3  | 2  | 3  | 2  | 2  | 2  | 2  | 2  | 2  | 2  | 2  | 2  | 2  | 2  | 2  | 2  |
| AS Saint-Étienne   | 10 | 10 | 9  | 8  | 7  | 6  | 7  | 7  | 9  | 6  | 8  | 9  | 7  | 6  | 7  | 7  | 7  | 6  | 7  | 6  | 6  | 6  |
| EA Guingamp        | 7  | 7  | 7  | 7  | 5  | 7  | 5  | 5  | 5  | 5  | 5  | 5  | 5  | 5  | 5  | 5  | 5  | 5  | 5  | 5  | 5  | 7  |
| FC Vendenheim      | 5  | 4  | 4  | 6  | 8  | 8  | 9  | 9  | 10 | 10 | 10 | 10 | 10 | 10 | 10 | 10 | 10 | 10 | 10 | 11 | 10 | 10 |
| Rodez AF           | 12 | 12 | 10 | 9  | 9  | 10 | 10 | 10 | 7  | 7  | 9  | 6  | 8  | 8  | 8  | 8  | 9  | 8  | 8  | 8  | 8  | 8  |
| FF Yzeure          | 3  | 6  | 5  | 3  | 4  | 5  | 6  | 6  | 8  | 8  | 6  | 7  | 6  | 7  | 6  | 6  | 6  | 7  | 6  | 7  | 7  | 5  |
| Toulouse FC        | 9  | 9  | 12 | 12 | 11 | 11 | 11 | 12 | 12 | 12 | 11 | 11 | 11 | 11 | 11 | 11 | 11 | 12 | 12 | 12 | 12 | 12 |
| Arras FCF          | 11 | 8  | 8  | 10 | 10 | 9  | 8  | 8  | 6  | 9  | 7  | 8  | 9  | 9  | 9  | 9  | 8  | 9  | 9  | 9  | 9  | 9  |
| FF Issy            | 8  | 11 | 11 | 11 | 12 | 12 | 12 | 11 | 11 | 11 | 12 | 12 | 12 | 12 | 12 | 12 | 12 | 11 | 11 | 10 | 11 | 11 |

### Moyennes de buts marqués par journée
Ce graphique représente le nombre de buts marqués lors de chaque journée. Il est également indiqué la moyenne total sur la saison qui est de 24,09 buts/journée.

### Joueuses
| Cls | Joueuse                      | Club               | Buts |
| --- | ---------------------------- | ------------------ | ---- |
| 1   | Lotta Schelin                | Olympique lyonnais | 24   |
| 2   | Camille Abily                | Olympique lyonnais | 20   |
| 2   | Eugénie Le Sommer            | Olympique lyonnais | 20   |
| 4   | Hoda Lattaf                  | Montpellier HSC    | 19   |
| 5   | Laura Bouillot               | FF Yzeure          | 18   |
| 6   | Kosovare Asllani             | Paris SG           | 17   |
| 6   | Lindsey Horan                | Paris SG           | 17   |
| 6   | Laetitia Tonazzi             | Olympique lyonnais | 17   |
| 9   | Marie-Laure Delie            | Montpellier HSC    | 15   |
| 10  | Gaëtane Thiney               | FCF Juvisy         | 13   |
| 11  | Elodie Thomis                | Olympique lyonnais | 12   |
| 12  | Linda Bresonik               | Paris SG           | 11   |
| 12  | Camille Catala               | FCF Juvisy         | 11   |
| 14  | Ami Otaki                    | Olympique lyonnais | 10   |
| 15  | Julie Machart                | FCF Juvisy         | 9    |
| 16  | Viviane Asseyi               | Montpellier HSC    | 8    |
| 16  | Marine Augis                 | Rodez AF           | 8    |
| 16  | Rose Lavaud                  | AS Saint-Étienne   | 8    |
| 19  | Janice Cayman                | FCF Juvisy         | 7    |
| 19  | Nora Coton-Pelagie           | FF Issy            | 7    |
| 19  | Maud Hurault                 | EA Guingamp        | 7    |
| 19  | Madeleine Michèle Ngono Mani | EA Guingamp        | 7    |
| 23  | Ludivine Bultel              | Arras FCF          | 6    |
| 23  | Kenza Dali                   | Paris SG           | 6    |
| 23  | Kheira Hamraoui              | Paris SG           | 6    |
| 23  | Léa Le Garrec                | EA Guingamp        | 6    |
| 23  | Sandrine Soubeyrand          | FCF Juvisy         | 6    |
| 23  | Lilas Traïkia                | Toulouse FC        | 6    |
| 29  | Salma Amani                  | EA Guingamp        | 5    |
| 29  | Laurie Cance                 | Rodez AF           | 5    |
| 29  | Lara Dickenmann              | Olympique lyonnais | 5    |
| 29  | Amandine Henry               | Olympique lyonnais | 5    |
| 29  | Élodie Ramos                 | Montpellier HSC    | 5    |
| 34  | 10 joueuses                  | 10 joueuses        | 4    |
| 44  | 13 joueuses                  | 13 joueuses        | 3    |
| 57  | 28 joueuses                  | 28 joueuses        | 2    |
| 85  | 43 joueuses                  | 43 joueuses        | 1    |

| Cls | Joueuse            | Club               | Passes |
| --- | ------------------ | ------------------ | ------ |
| 1   | Sonia Bompastor    | Olympique lyonnais | 14     |
| 2   | Camille Abily      | Olympique lyonnais | 12     |
| 2   | Lara Dickenmann    | Olympique lyonnais | 12     |
| 2   | Laetitia Tonazzi   | Olympique lyonnais | 12     |
| 5   | Shirley Cruz Traña | Paris SG           | 9      |
| 6   | Lotta Schelin      | Olympique lyonnais | 8      |
| 7   | Kosovare Asllani   | Paris SG           | 7      |
| 7   | Laure Boulleau     | Paris SG           | 7      |
| 7   | Elodie Thomis      | Olympique lyonnais | 7      |
| 10  | Léa Le Garrec      | EA Guingamp        | 6      |
| 10  | Amel Majri         | Olympique lyonnais | 6      |
| 10  | Gaëtane Thiney     | FCF Juvisy         | 6      |
| 13  | 8 joueuses         | 8 joueuses         | 5      |
| 25  | 8 joueuses         | 8 joueuses         | 3      |
| 33  | 23 joueuses        | 23 joueuses        | 2      |
| 56  | 45 joueuses        | 45 joueuses        | 1      |

### Affluences
| Cls | Club               | Affluence |
| --- | ------------------ | --------- |
| 1   | Olympique lyonnais | 2 424     |
| 2   | EA Guingamp        | 914       |
| 3   | Paris SG           | 433       |
| 4   | Montpellier HSC    | 430       |
| 5   | FF Yzeure          | 425       |
| 6   | FCF Juvisy         | 411       |
| 7   | FF Issy            | 323       |
| 8   | Toulouse FC        | 316       |
| 9   | Arras FCF          | 300       |
| 10  | AS Saint-Étienne   | 275       |
| 11  | FC Vendenheim      | 273       |
| 12  | Rodez AF           | 191       |